# Акасака
Акасака (яп. 赤坂, красный склон) — один из кварталов Токио, расположенный в специальном районе Минато. В Акасаке находятся как бизнес-центры, так и увеселительные заведения. Акасака расположена к западу от правительственного центра в Нагата-тё и к северу от квартала ночных развлечений Роппонги. Там расположен один из двух самых престижных ханамати Токио.
Акасака вместе с соседним кварталом Аояма были районами Токио с 1878 по 1947, поэтому там расположен отдел правительства Минато.

## Достопримечательности
- Дворец Акасака, ныне именуемый «Дворцом встреч»
- Akasaka Sacas — комплекс, где располагается штаб-квартира Tokyo Broadcasting System
- посольства США, Мексики, Камбоджи, Канады, Ирака, Испании, Сирии и Сан-Марино.
- Арк Хиллз и Зал Сантори
- Святилище Ноги
- Tokyo Midtown — самый высокий комплекс небоскрёбов в Токио
- Дворец Тогу — резиденция кронпринца Японии

## Компании, расположенные в Акасаке
| - DefSTAR Records-4-5 Akasaka - EMI Music Japan-5-3-1 Akasaka - Epic Records Japan-9-6-35 Akasaka - Fujifilm - Fuji Xerox - JETRO (Japan External Trade Organization)-1-12-32 Akasaka - Johnny & Associates-8-11-20 Akasaka - Ki/oon Records-same as Epic Records Japan - Komatsu-2-3-6 Akasaka - Tokyo Broadcasting System-5-3-6 Akasaka - Toraya Confectionery - Universal Music Japan LLC-8-5-30 Akasaka - Geneon Universal Entertainment-5-2-20 Akasaka - WOWOW (Akasaka Park Building) Jaleco Holding перенёс свою штаб-квартиру из Акасаки. | Японские офисы следующих компаний расположены в Акасаке: - Becton, Dickinson and Company-4-15-1 Akasaka - Iran Air - ING-4-1 Akasaka |  |

## Станции метро
- Станция Акасака (линия Тиёда)
- Станция Акасака-Мицукэ (линия Гиндза, линия Маруноути)
- Станция Нагататё (линия Хандзомон)
- Станция Аояма-Иттёмэ (линия Хандзомон, линия Гиндза, линия Оэдо)
- Станция Ногидзака (линия Тиёда)
- Станция Тамэикэ-Санно (линия Гиндза, линия Намбоку)

## Образование

### Школы
Общеобразовательные начальная и средняя школы Акасаки контролируются Образовательным управлением Минато( на английском,  Архивная копия от 26 февраля 2011 на Wayback Machine на японском).
Старшая школа Акасаки  управляется Токийским отделом народного образования. 7 марта 2009 года школу закрыли.

### Библиотеки
«Акасака тосёкан».